# Matthias Zimmer

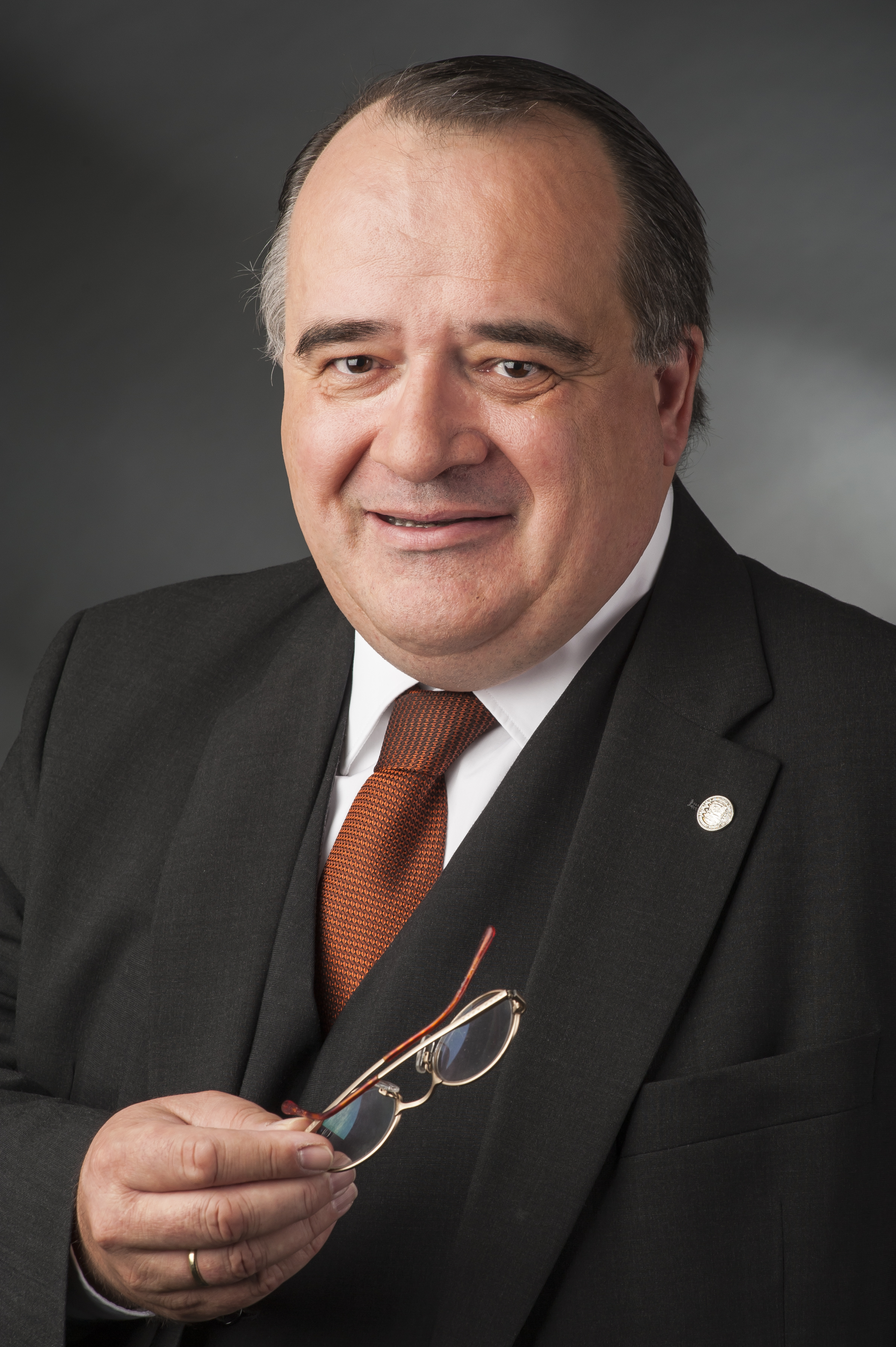
Matthias Zimmer (2014)

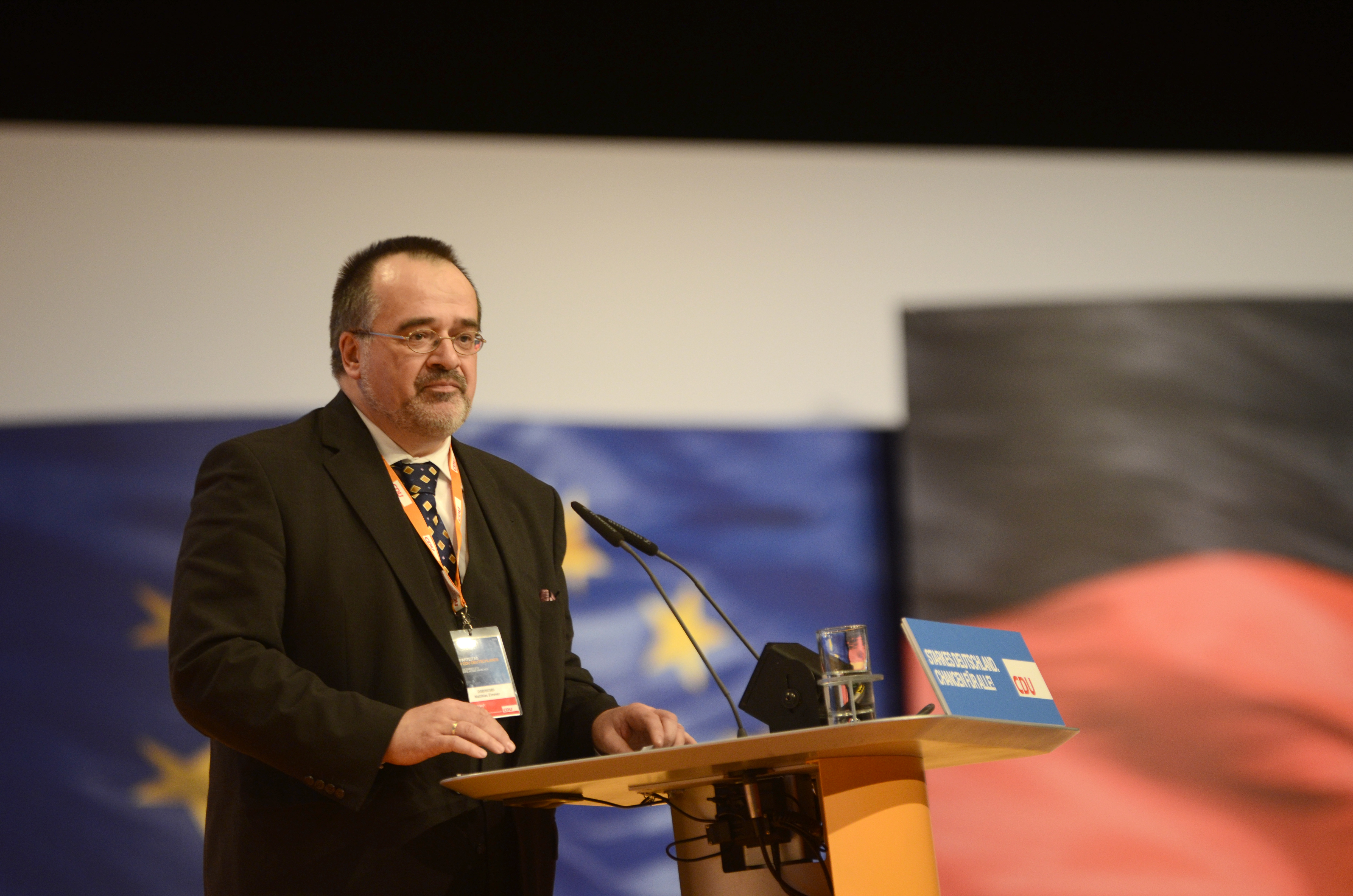
Zimmer auf dem CDU-Parteitag 2012

Matthias Rainer Zimmer (* 3. Mai 1961 in Marburg; † 19. Juli 2023) war ein deutscher Politikwissenschaftler, Publizist, Hochschullehrer und Politiker (CDU).

## Leben und Wirken
Nach dem Abitur am Gymnasium Traben-Trarbach (1980) studierte Matthias Zimmer Politikwissenschaft, Neuere Geschichte und Völkerrecht an der Universität Trier, an der Indiana University of Pennsylvania und an der Ludwig-Maximilians-Universität München. Nach seinem Abschluss als Magister artium (M.A.) 1986 leistete er Grundwehrdienst. 1991 wurde er bei Christian Hacke an der Universität der Bundeswehr Hamburg zum Dr. rer. pol. promoviert. In seiner 1992 veröffentlichten Dissertation befasste er sich mit der Deutschlandpolitik der Regierung Kohl. Seit seinen Studienzeiten war er Mitglied der christlichen Studentenverbindung Münchener Wingolf.
Von 1990 bis 1993 war Zimmer wissenschaftlicher Mitarbeiter am Forschungsinstitut der Konrad-Adenauer-Stiftung, 1994 bis 1998 wirkte er als DAAD-Gastprofessor an der University of Alberta, 1998 bis 1999 als Lehrbeauftragter an der TU Darmstadt. Von 1999 bis 2009 war er Angestellter der Stadt Frankfurt am Main. Im Jahr 2006 habilitierte er sich bei Thomas Jäger an der Universität zu Köln mit der Schrift Moderne, Staat und Internationale Politik; 2013 wurde er zum Honorarprofessor am Lehrstuhl für internationale Politik und Außenpolitik ernannt.
Neben Fachpublikationen veröffentlichte er 2021 ein erzählerisches Werk sowie 2022 einen Kriminalroman und 2023 einen weiteren Roman.
Zimmer war seit 1991 verheiratet und Vater zweier Kinder. Er starb in der Nacht auf den 19. Juli 2023 nach langer schwerer Krankheit im Alter von 62 Jahren.

## Politik

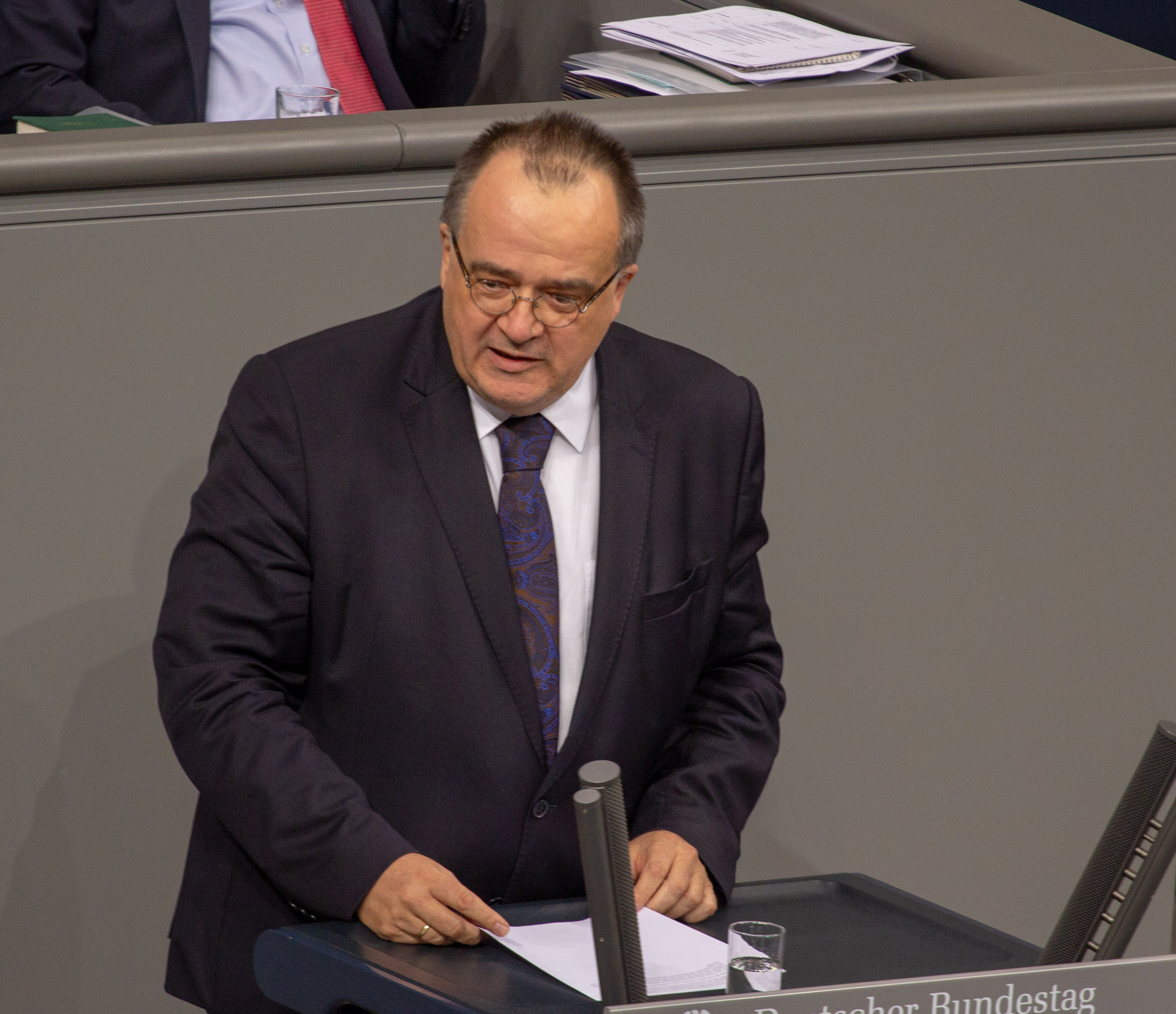
Matthias Zimmer im Bundestag, 2019

Zimmer war ab 1979 Mitglied der CDU und seit 2003 Mitglied der Christlich-Demokratischen Arbeitnehmerschaft (CDA). Er war von 2005 bis 2021 Kreisvorsitzender der CDA Frankfurt am Main und von 2011 bis 2023 Landesvorsitzender der CDA Hessen und stellvertretender Bundesvorsitzender der CDA (bis 2022). In der Kommunalpolitik beriet er als Referent Oberbürgermeisterin Petra Roth und leitete die Stabsstelle Wirtschaft im Frankfurter Römer. Er wurde bei der Bundestagswahl 2009, der Bundestagswahl 2013 und der Bundestagswahl 2017 direkt im Wahlkreis 182 (Frankfurt am Main I) gewählt.
Zimmer war von 2009 bis 2021 Mitglied im Ausschuss für Arbeit und Soziales; von 2018 bis 2021 war er Obmann seiner Fraktion im Ausschuss. Von 2013 bis 2017 war er Mitglied im Ältestenrat, von Januar 2017 bis Januar 2018 Vorsitzender des Ausschusses für Menschenrechte und humanitäre Hilfe. Er war im 19. Deutschen Bundestag stellvertretendes Mitglied im Ausschuss für Gesundheit sowie in der Enquete-Kommission „Berufliche Bildung“.
Zimmer setzte sich bereits 2006 für die Einführung eines gesetzlichen Mindestlohns ein. In der Bundestagsdebatte über einen gesetzlichen Mindestlohn vom 16. Dezember 2010 sprach sich Zimmer für einen gesetzlichen Mindestlohn mit tariflicher Öffnungsklausel aus. Als Abschlussredner einer Debatte über die Auswirkungen eines gesetzlich festgelegten Mindestlohnes am 10. Februar 2011 brachte er dessen Kopplung mit der Rentenentwicklung als indiziertes Instrument in die Diskussion. Am 20. Januar 2012 bezeichnete Zimmer im Bundestag einen Gesetzentwurf der SPD zur Einführung des gesetzlichen Mindestlohn als „mindestlohnpolitisches Ermächtigungsgesetz“, weil es dem Ministerium die Befugnis einräumte, einen von einer Mindestlohnkommission vorgeschlagenen Mindestlohn zu verwerfen und einen eigenen festzusetzen. Als Berichterstatter der CDU/CSU zum Mindestlohn bezeichnete er bei der Verabschiedung des Gesetzes am 3. Juli 2014 den Mindestlohn als eine Weiterentwicklung der Sozialen Marktwirtschaft aus dem System der Sozialen Marktwirtschaft heraus.
Ab dem Sommer 2012 setzte sich Zimmer zusammen mit zwölf weiteren Unions-Bundestagsabgeordneten öffentlich für die steuerliche Gleichstellung von Eingetragenen gleichgeschlechtlichen Partnerschaften mit der Ehe ein. Bei der Abstimmung über die Öffnung der Ehe für gleichgeschlechtliche Paare am 30. Juni 2017 stimmte er mit „Ja“. Zusammen mit seinen Fraktionskollegen Marcus Weinberg und Andreas Nick warnte er im Oktober 2017 in einem Grundsatzpapier vor einem Rechtsruck der CDU. Am 17. September 2020 sprach sich Zimmer im Bundestag für die Verabschiedung des Lieferkettensorgfaltspflichtengesetz aus und verwies in diesem Zusammenhang auf den christlichen Selbstanspruch seiner Partei.
Aus Sicht des Publizisten und Fernsehmoderators Roger Willemsen, der ein Jahr lang im Deutschen Bundestag die Debatten beobachtete und darüber ein Buch schrieb, hielt Zimmer 2013 bei der Vorstellung des Schlussberichts der Enquete-Kommission Wachstum, Wohlstand, Lebensqualität die „beste Rede“: „Es ging um die Grenzen des Wachstums. Eine fast philosophische Rede im Bundestag, ein Glanzstück.“ Er relativierte in einem anderen Interview aber auch, dass er „da eine durchaus multiple Person lobe, denn derselbe Zimmer hat auch ein paar der hässlichsten Sachen gesagt“.
Die Niederlage Zimmers bei der Nominierung als CDU-Wahlkreisbewerber im Bundestagswahlkreis Frankfurt am Main I am 6. Februar 2021 war Folge einer Dynamik, die durch eine konkurrierende Bewerbung von Martin Heipertz in Gang gesetzt wurde, der bei der Nominierung zwar unterlag, aber mit seiner Intervention die entscheidenden Stimmen für Zimmers CDU-internen Gegenkandidaten Axel Kaufmann mobilisieren konnte. Zimmer sah sich „für die Merkel-Ära in Mithaftung genommen“. Der Bundestagswahlkreis fiel in der Wahl 2021 dann an die SPD. Zimmer selbst resümierte, es habe die Partei viele Stimmen gekostet, dass man dem „Erbe Angela Merkels“ nicht folgen wollte. Die CDU werde nicht mehr als Partei der Mitte wahrgenommen und als zu rechtslastig und zu wenig divers empfunden, was viele junge Wähler abschrecke. Er forderte, das christlich-soziale Profil der Partei wieder zu schärfen.

## Veröffentlichungen (Auswahl)

### Als Autor
- Nationales Interesse und Staatsräson. Zur Deutschlandpolitik der Regierung Kohl 1982–1989. Zugl. Dissertation. Schöningh, Paderborn 1992, ISBN 3-506-79318-7.
- mit Udo Margedant: Eigentum und Freiheit. Eigentumstheorien im 17. und 18. Jahrhundert. Schulz-Kirchner, Idstein 1993, ISBN 3-8248-0023-3.
- Moderne, Staat und Internationale Politik. Zugl. Habilitationsschrift. VS Verlag für Sozialwissenschaften, Wiesbaden 2008, ISBN 978-3-531-15755-9.
- mit Thomas Scheben: Der Hund am Fallschirm. Streifzüge durch die Frankfurter Geschichte. Societäts-Verlag, Frankfurt am Main 2009, ISBN 978-3-7973-1127-6.
- Nachhaltigkeit! Für eine Politik aus christlicher Grundüberzeugung. Herder, Freiburg 2015, ISBN 978-3-451-30508-5.
- Entfernte Verwandtschaft: Soziallehre und CDU. (=Königswinterer Notizen, Heft 15). Königswinter 2016
- Am Rande der Politik. Edition Faust, Frankfurt am Main 2016, ISBN 978-3-945400-30-2.
- Person und Ordnung. Einführung in die Soziale Marktwirtschaft. Herder, Freiburg 202, ISBN 978-3-451-39984-8.
- Alte Werte in neuer Zeit. Christliche Verantwortung und praktische Politik. Nomen, Frankfurt am Main 2021, ISBN 978-3-939816-76-8.
- Morandus. Edition Faust, Frankfurt am Main 2021, ISBN 978-3-945400-89-0.
- Abenteuer Bundestag. Zwölf Jahre im Maschinenraum der Demokratie. BoD, Norderstedt 2022, ISBN 978-3-7568-3302-3.
- Der tote Bundestagsabgeordnete. Ein Frankfurter Polit-Krimi. Henrich Editionen, Frankfurt am Main 2022, ISBN 978-3-96320-066-3.
- Calixt. Roman. Edition Faust, Frankfurt am Main 2023, ISBN 978-3-949774-17-1.

### Als Herausgeber
- Germany – Phoenix in Trouble? University of Alberta Press, Edmonton 1997, ISBN 0-88864-305-5.
- mit Angelika Sauer: A Chorus of Different Voices. German-Canadian Identities. Lang, New York 1998, ISBN 0-8204-3873-1.
- mit Michael Thielen: Die Zukunft der Arbeit. Christlich-Soziale Perspektiven. Verlag Konrad-Adenauer-Stiftung, Berlin 2013, ISBN 978-3-944015-85-9.
- Grundsätzlich Christlich-Sozial. Beiträge zur Grundsatzdebatte der CDU. Freiburg: Herder 2023.

### Aufsätze
- Return of the „Mittellage“? The Discourse of the Center in German Foreign Policy. In: German Politics 6.1 (April 1997), S. 23–38.

- From the National State to the Rational State and Back? An Exercise in Understanding Politics and Identity in Germany in the 20th Century. In: German Politics, 8.3 (1999), S. 21–42.
- Demokratie und Frieden: David Helds Entwurf einer globalen demokratischen Ordnung. In: Welttrends 27 (2000), S. 141–156.
- Die Staatsräson der Bundesrepublik vor und nach 1989. In: Zeitschrift für Außen- und Sicherheitspolitik, 2.1 (Januar 2009), S. 66–83.
- Paulus und die Politik. In: Die neue Ordnung 64.3 (Juni 2010), S. 164–176.
- Konservatives Denken in der Außenpolitik. Eine Skizze. In: Zeitschrift für Außen- und Sicherheitspolitik 4.3 (2011), S. 489–501.
- Werte oder Interessen? Über eine bisweilen schwierige Gemengelage in der deutschen Außenpolitik. In: Zeitschrift für Außen- und Sicherheitspolitik (2015 Suppl. 1) 8: 239–257.
- „Ludwig Erhard’s Wohlstand für Alle.“ In: Jahrbuch Politisches Denken 30 (2020), Heft 1, S. 163–171.
- Ein wattierter Hobbes. Zum Menschen- und Geschichtsbild von John J. Mearsheimer. In: Zeitschrift für Außen- und Sicherheitspolitik 13 (2020), 113–124.